# Alexander Kelberine
Alexander Kelberine (* 9. Februarjul. / 22. Februar 1903greg. in Kiew; † 10. August 1940 in Wien) war ein russisch-US-amerikanischer Pianist.

## Leben
Kelbereine studierte am Kiewer Konservatorium und an der Universität Wien. Er nahm in Berlin Unterricht bei Ferruccio Busoni, bevor er 1923 in die USA ging. Dort setzte er seine Ausbildung an der Juilliard School bei Alexander Siloti (Klavier) und Rubin Goldmark (Komposition) fort. Weitere Lehrer waren Ernst Toch und Leo Sirota.
Mit seiner Ehefrau Jeanne Behrend, einer Schülerin von Josef Hofmann, Rosario Scalero und Abram Chasins, bildete er ein Klavierduo und nahm beim Label Victor 1936 eine Reihe eigener Bearbeitungen von Werken Johann Sebastian Bachs für Soloklavier und Klavierduo auf. Nach der Entfremdung von seiner Frau litt Kelberine an Depressionen und nahm sich 1940 nach einem Recital, das mit Franz Liszts Totentanz endete, mit einer Überdosis Schlaftabletten das Leben.